# Jurij Hudolin
 Jurij Hudolin, slovenski pesnik, pisatelj, kritik, kolumnist in prevajalec, * 1973, Ljubljana. 

## Življenjepis
Po končani gimnaziji, ki jo je obiskoval v Pulju in Ljubljani, se je vpisal na Filozofsko fakulteto v Ljubljani, kjer je študiral primerjalno jezikoslovje in srbohrvaški jezik. Po končanem študiju je postal svobodni književnik, kar je še danes. Literarno je začel ustvarjati že zelo zgodaj, saj je svojo prvo pesniško knjigo Če je laž kralj, izdal leta 1991, ko je bil star le osemnajst let. Z njo se je povzpel med najvidnejše pesnike svoje generacije. Do leta 2001, ko je izdal pesniško zbirko Govori ženska, je bil zvest uporniški drži v razvrednotenem svetu. Ponazarja ga z nadrealistično sugestivnostjo in temnim simbolizmom. Uporništvo je nato zamenjalo trezno razmišljanje o svetu, ne pa tudi sprijaznjenje z njim. 
Bil je kolumnist Dela, Dnevnika, Večera, RTV Slovenija in drugih vidnejših slovenskih medijev. 
Napisal je petnajst scenarijev za dokumentarne filme, najbolj opažena pa sta portret Zlatka Zahovića (Pregnani mojster) in portret Milka Djurovskega (Ko nam je žoga padla na glavo).
Po letu 2005 je začel objavljati prozo in odtlej objavil deset romanov in knjigo kratkih zgodb. V svoji prozi opisuje večinoma medčloveške odnose in življenje v različnih mestih in krajih, v katerih je živel tudi sam, od Sredozemlja do kontinentalne Ljubljane in mest, v katerih je bival kot literarni štipendist ali prevajalec in ustvarjal. Za avtorja je značilna samosvoja sintaksa in bogato izrazje. Njegov najbolj znan roman je Pastorek, ki je preveden v šest jezikov, nazadnje v nemški jezik kot Der Stiefsohn (Septime Verlag, Wien, 2019). Hudolinov roman Ingrid Rosenfeld, ki govori o Judih, nasilju in nežnosti, pitoreskni viziji sveta in neuklonljivi  ljubezni do literature, je bil leta 2014 nominiran za nagrado Kresnik: ta roman je zakladnica kanona svetovne in slovenske literarne zgodovine. Njegova najnovejša romana Čas lepih žensk (Beletrina, 2023)  in Velika in moški spol (KUD Apokalipsa, 2023) sta pri slovenskih bralcih in kritikih požela precej odobravanja. Njegova dela so obravnavana tudi v diplomskih  in podiplomskih delih. 
Za svoje ustvarjanje je prejel več priznanj, nagrad in nominacij za nagrade in bil deležen različnih domačih in tujih štipendij, mdr. nagrado Fanny Haussmann 2024 za pesniški ciklus Rdeča zemlja. 
Hudolinove knjige so prevedene v nemški, madžarski, češki, hrvaški, angleški, makedonski, srbski in albanski jezik.

### Pesniške zbirke
- Če je laž kralj. Ljubljana. JSKD, 1991
- Ajdbog in ptičvolkkača. Grosuplje: Mondena, 1992 (COBISS)
- Bestije. Novo mesto: Dolenjska založba, 1993
- Divjanje. Ljubljana: Društvo slovenskih pisateljev, 1994 (COBISS)
- Prividi nemirnega čudaka. Ljubljana: Karantanija, 1998 (COBISS)
- Govori ženska. Ljubljana: Beletrina, 2001 (COBISS)
- Ljubezni. Ljubljana: Nova revija, 2008 (COBISS)
- Žival in lakaj najdeta ljubezen. Ljubljana: Društvo Apokalipsa, 2009 (COBISS)
- Čakanje revolucije in modrosti. Ljubljana: Društvo Apokalipsa, 2013 (COBISS)
- Prištinski dnevnik. Ljubljana: Društvo Apokalipsa, 2015 (COBISS)
- Pudak in Rosenmind. Ljubljana: Društvo Apokalipsa, 2018 (COBISS)
- Rdeča zemlja, 2024
- Mediteranski vrt, 2025

### Romani, kratke zgodbe, kolumne, biografski esej, biografski roman
- Pusti ti to (izbrane kolumne), Ljubljana. VBZ, 2004
- Objestnost (roman), Ljubljana: Beletrina, 2005 (COBISS)
- Pastorek (roman), Ljubljana: Beletrina, 2008 (COBISS)
- Vrvohodec, (roman), Ljubljana: Beletrina, 2011 (COBISS)
- Na kolodvorski ulici nič novega (kratke zgodbe), Ljubljana: Mladinska knjiga, 2012.
- Ingrid Rosenfeld (roman), Ljubljana: Beletrina, 2014 (COBISS)
- Osnove ljubezni in zla (roman), Ljubljana: Beletrina, 2016 (COBISS)
- Trst via Ljubljana (roman), Maribor: Litera, 2017 (COBISS)
- Ljubljanske ulice (roman), Maribor: Litera, 2018
- O smehu Zlatka Čordića (biografski esej), Ljubljana: Beletrina, 2019 (COBISS)
- Samohodec (biografski roman / po nekaterih motivih iz življenja Igorja Vidmarja), Ljubljana: Beletrina, 2020 (COBISS)
- Pisma s potovanja (eseji, potopisi, portreti), Ljubljana: KUD Apokalipsa, 2021 (COBISS)
- Čas lepih žensk (roman), Ljubljana: Beletrina, 2023 (COBISS)
- Velika in moški spol (roman), Ljubljana: KUD Apokalipsa, 2023 (COBISS)

### Prevodi
- Luigi Bertelli Vamba: Čondolino, 1996 (COBISS)
- Luigi Berteli Vamba: Cesar Čondolino prvi, 1996
- Franko Bušić: Razneslo ti bo prekleto bučo, 1998 (COBISS)
- Drago Glamuzina: Mesarji, 2001 (COBISS)
- Zoran Ferić: Blues za gospo z rdečimi madeži, 2001
- Jasmin Imamović: Ubijanje smrti, 2003
- Branko Čegec: Sintaksa mesečine, 2004 (COBISS)
- Antologija sodobne hrvaške poezije: Nori poštarji vstopajo v mesto, 2005
- Miljenko Jergović: Buick Riviera, 2005
- Pavle Goranović: Pesmi, 2006
- Zdravko Kecman: Pajek je slepa pega, 2006
- Dubravka Ugrešić: Kultura laži, 2007
- Igor Štiks: Elijev stol, 2008 (COBISS)
- Mile Stojić: Nebeški penzion, 2010 (COBISS)
- Miroslav Mičanović: Tisoč majhnih sonc na razbitem steklu, 2011 (COBISS)
- Damir Avdić: Most na krvi, 2011
- Damir Šodan:Čez cesto Spinozove hiše, 2012 (COBISS)
- Ljubomir Djurković: Vseeno, nekaj se spreminja, 2012
- Mile Stojić: Molitev, 2012 (COBISS)
- Drago Glamuzina: Trije, 2013
- Igor Marojević: Mamina roka, 2015 (COBISS)
- Tomislav Marković: Nepotrebne izbrisati, 2016
- Jasmin Imamović: Prosim te, zapiši, 2017 (COBISS)
- Marko Pogačar: Bog ne bo pomagal, 2018
- Drago Glamuzina: Sami v tem gozdu, 2018 (COBISS)
- Semezdin Mehmedinović: Me med, rdeča ruta in snežinka, 2019
- Branko Čegec: Moj čas stoji, 2019
- Ljubomir Djurković: Grki, tri drame, 2019
- Damir Karakaš: Šumenje gozda, 2020 (COBISS)
- Ivan Sršen: Harmatan, 2020 (COBISS)
- Damir Karakaš: Proslava, 2022 (COBISS)
- Igor Marojević: Beograjčanke, 2022 (COBISS)

### Antologije
•Ten Slovenian poets of the nineties: [selected poems], Ljubljana: P.E.N., 2002 (COBISS)
• Česko-slovinská literární setkání, Ljubljana : Beletrina, 2003 (COBISS)
• Mi se vrnemo zvečer : antologija mlade slovenske poezije: 1990-2003, Ljubljana : Študentska založba, 2004 (COBISS)
• Vraćamo se uvečer : antologija mlade slovenske poezije, 1990-2003, Zagreb : Hrvatsko društvo pisaca : Durieux, 2006 (COBISS)
• Savremena slovenačka poezija: (ludilo singulariteta), Bijelo Polje: Centar za kulturne djelatnosti "Vojislav Bulatović Strunjo", 2008 (COBISS)
• Decametron: dieci poeti sloveni contemporanei: (nati tra il 1960 e il 1980), Ljubljana: Centro sloveno P.E.N., 2009 (COBISS)
• Pordenonelegge 2010: Evropa onkraj meja = l'Europa oltre confine: Društvo slovenskih pisateljev na  festivalu Pordenonelegge 2010, Ljubljana: P.E.N, 2010 (COBISS)
• Atlas evropske lirike, Banja Luka: Udruženje književnika Srpske, 2013 (COBISS)
• Sodobna slovenska poezija v portugalskih prevodih, Maribor: KUD Pranger, 2016 (COBISS)
• Darovi evropske priče, Banja Luka: Kuća poezije: Društvo Slovenaca Republike Srpske Triglav, 2016 (COBISS)
• Odisejevo utočište: poezija na tri mjesta = Odisejevo zatočišče, Zagreb: Sandorf, 2019 (COBISS)